# ساعات کاری
ساعات کاری، مدت زمانی است که کارگر، نیرو یا وقت خود را به منظور انجام کار در اختیار کارفرما قرار می‌دهد. کار بدون مزد مانند کارهای شخصی خانه یا مراقبت از کودکان یا حیوانات خانگی بخشی از هفته کاری محسوب نمی‌شود.
بسیاری از کشورها هفته کاری را با قانون تنظیم می‌کنند و حداقل دوره‌های استراحت روزانه، تعطیلات سالانه و حداکثر تعداد ساعات کاری در هفته توسط قوانین کشورها مشخص شده است. زمان کار ممکن است از فردی به فرد دیگر متفاوت باشد و این مقوله اغلب به شرایط اقتصادی، مکان، فرهنگ، انتخاب سبک زندگی و سودآوری معیشت فرد بستگی دارد. به عنوان مثال، شخصی که از کودکان حمایت می‌کند و وام مسکن بزرگی را می‌پردازد، ممکن است نیاز به ساعت‌های بیشتری برای تأمین هزینه‌های اولیه زندگی داشته باشد تا فردی با قدرت درآمدی مشابه و با هزینه‌های مسکنی کمتر. در کشورهای توسعه یافته مانند بریتانیا، برخی از کارگران به دلیل ناتوانی در یافتن کار تمام وقت به صورت پاره وقت کار می‌کنند، اما بسیاری از آنها ممکن ساعات کاری کمتری را برای مراقبت از کودکان یا سایر اعضای خانواده را انتخاب کنند. برخی نیز ممکن است ساعات کاری خود را صرفاً برای افزایش زمان اوقات فراغت خود کاهش دهند.
ساعات کار استاندارد (یا ساعات کار عادی) به قوانین محدود کردن ساعات کار در روز، در هفته، در ماه یا در سال اشاره دارد. طبق قانون، کارفرما برای ساعات اضافه کاری نرخ بالاتری می‌پردازد. ساعات کار استاندارد کشورهای سراسر جهان حدود ۴۰ تا ۴۴ ساعت در هفته است (اما نه در همه جا: از ۳۵ ساعت در هفته در فرانسه تا حداکثر ۱۰۵ ساعت در هفته در اردوگاه‌های کار اجباری کره شمالی) و پرداخت اضافه کاری حدود ۲۵ تا ۵۰ درصد بالاتر از پرداخت‌های معمولی ساعتی هستند. حداکثر ساعات کار به حداکثر ساعات کاری یک کارمند اشاره دارد. یک کارمند نمی‌تواند بیش از سطح تعیین شده در قانون حداکثر ساعات کار کار کند.
سازمان جهانی بهداشت و سازمان بین‌المللی کار تخمین زدند که در سال ۲۰۱۶ میلادی از هر ده کارگر یک نفر در هفته در معرض ۵۵ ساعت کاری یا بیشتر بوده است. قرار گرفتن در معرض ساعات طولانی کار را به عامل خطر شغلی با بیشترین بار بیماری تبدیل می‌کند به نحوی که ۷۴۵۰۰۰ نفر در اثر بیماری قلبی یا سکته مغزی جان خود را به دلیل انجام این ساعات کاری از دست داده‌اند.

میانگین ساعات کار سالانه برای هر فرد شاغل در جهان

## کاهش تدریجی ساعات کاری

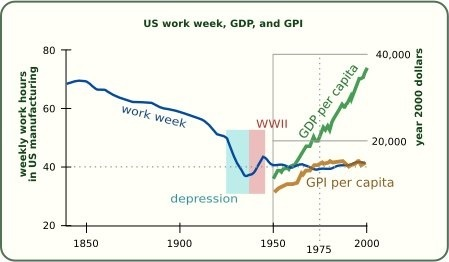
ساعات کار هفتگی در تولید ایالات متحده (آبی)

اکثر کشورهای جهان توسعه یافته شاهد کاهش قابل توجه ساعات کاری بوده‌اند. به عنوان مثال، در اواخر قرن نوزدهم در ایالات متحده تخمین زده شد که میانگین کار در هفته بیش از ۶۰ ساعت در هفته است. امروزه میانگین ساعات کار در ایالات متحده حدود ۳۳ ساعت است و به‌طور متوسط مردان به‌طور تمام وقت ۸٫۴ ساعت در روز کار می‌کنند و زنان به‌طور متوسط ۷٫۹ ساعت در روز کار تمام وقت دارند. کمترین میانگین ساعات کاری هفتگی را دو کشور هلند و فرانسه و به ترتیب ۲۷ ساعت کاری، و ۳۰ ساعت را دارا می‌باشند. در گزارش سال ۲۰۱۱ از ۲۶ کشور OECD، آلمان با ۲۵٫۶ ساعت کمترین میانگین ساعات کار در هفته را داشت.
بنیاد نیو اکونومیکس به جهان توصیه می‌کند که برای رفع مشکلاتی از قبیل بیکاری، انتشار کربن بالا، رفاه کم، نابرابری ریشه دار، کار بیش از حد، مراقبت از خانواده و کمبود وقت آزاد، بهتر است به سمت یک هفته کاری ۲۱ ساعته پیش برویم. بیل شانینگر که برای مککینزی اند کامپنی می‌نویسد، پیشنهاد مشابهی را برای ۲۰ ساعت کاری در هفته ارائه کرده است. دیگران، مانند مورخ روتخر برگمن، استدلال کرده‌اند که تا سال ۲۰۳۰ میلادی می‌توان به ۱۵ ساعت کاری در هفته دست یافت و پیتر فلمینگ جامعه‌شناس بریتانیایی یک هفته کاری سه روزه را پیشنهاد کرده است. طول هفته کاری واقعی و عملی در کشورهای توسعه یافته کاهش یافته است.
عواملی که در کاهش میانگین ساعات کار و افزایش استاندارد زندگی نقش داشته‌اند عبارتند از:
- پیشرفت‌های فناوری در بهره‌وری مانند مکانیزاسیون، رباتیک و فناوری اطلاعات
- زنان بیشتر در نیروی کار شرکت می‌کنند و خانه‌داری کمتری می‌کنند
- کاهش نرخ باروری منجر به نیاز کمتر به کودکان نیازمند حمایت می‌شود

مقالات اخیر یک هفته کاری چهار روزه را پیشنهاد کرده‌اند و این مقالات استدلال کرده‌اند که کاهش ساعات کار مصرف را افزایش می‌دهد و اقتصاد را تقویت می‌کند. برخی دیگر از مقالات اما بیان می‌کنند که با کاهش ساعات کاری مصرف کاهش می‌یابد و این کاهش می‌تواند اثرات زیست‌محیطی را نیز کاهش دهد. از دیگر استدلال‌ها در دفاع از هفته چهار روزه می‌توان به بهبود سطح تحصیلات کارگران (به دلیل داشتن زمان اضافی برای شرکت در کلاس‌ها و دوره‌ها) و بهبود سلامت کارگران (کاهش استرس ناشی از کار کمتر و زمان اضافی برای ورزش) اشاره کرد. کاهش ساعات کار همچنین باعث صرفه جویی در هزینه‌های مراقبت روزانه و حمل و نقل می‌شود و به نوبه خود به محیط زیست کمک می‌کند تا انتشارات کربن کمتری داشته باشد. این مزایا باعث افزایش بهره‌وری نیروی کار در هر ساعت می‌شود.

## ساعات کاری در ایران

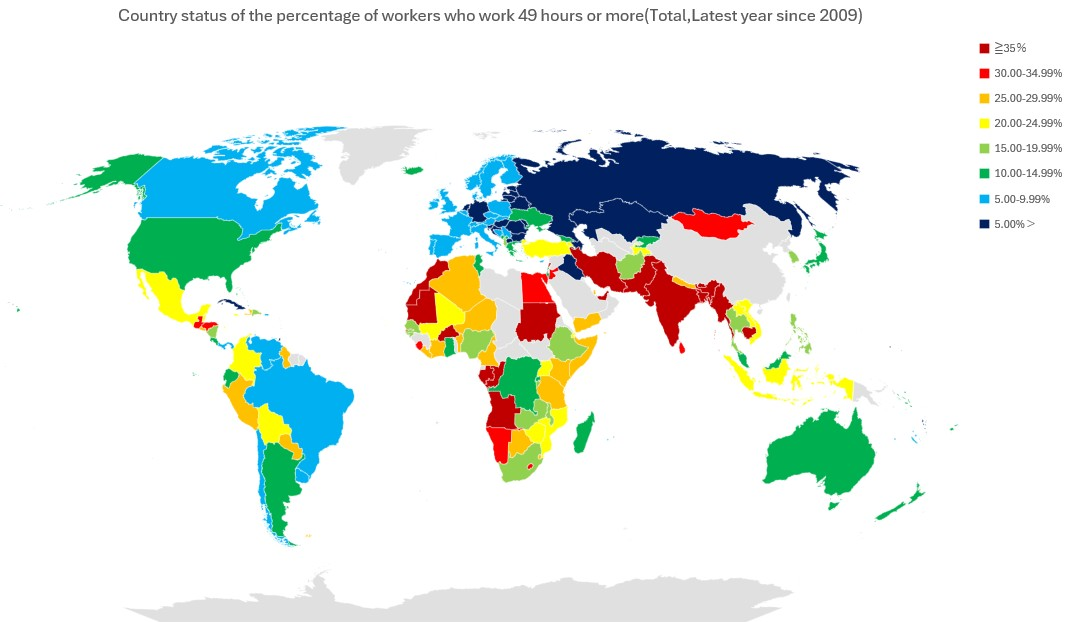
درصد نیروی کار با حداقل ۴۹ ساعت کاری در هفته

در قوانین ایران ساعات صرف غذا (اوقات صرف صبحانه و نهار) و استراحت جزء ساعت کار به حساب نمی‌آید و قانوناً جزء ساعت کار محسوب نخواهد شد. در کشور ایران استثنائاً در روزهای ماه رمضان، ساعات ادای فرایض دینی و صرف افطار یا سحری جزء ساعت کار کارگران منظور می‌شود و کارفرما مکلف است، در ماه رمضان، مدتی از اوقات کار را برای ادای فریضه نماز و صرف افطار یا سحری اختصاص دهد.
در ایران، ساعات کار کارگران شاغل در کارهای سخت و زیان‌آور نباید از ۶ ساعت در هر روز تجاوز نماید.

### کار در روزهای تعطیل
بر اساس برخی قوانین، کار در روز تعطیل رسمی از همان ساعت اول به عنوان اضافه کار تلقی و برای هر ساعت آن فوق‌العاده یی معادل ۴۰٪ اضافه بر مزد هر ساعت کار عادی باید پرداخت شود. بدیهی است چنانچه بر اساس عرف و روال کارگاه فوق‌العاده اضافه کار پرداختی در روزهای تعطیل رسمی بیش از میزان اخیرالذکر بوده باشد، عرف و روال مذکور کماکان معتبر و لازم الرعایه می‌باشد.
مزایایی از قبیل سختی کار و شغل فوق‌العاد که به تبع شغل و برای ترمیم مزد در ساعات عادی کار پرداخت می‌شود جزء مزد ثابت محسوب شده و لذا مبنای محاسبه اضافه کاری نیز منظور خواهد شد.
براساس برخی از قوانین کار، تعطیل یک روز معین و مستمر در هفته به عنوان تعطیل هفتگی کارگران اجباری بوده، و انجام کار و نیز اضافه کاری در این روز «حتی با توافق طرفین» بر خلاف مقررات و ممنوع است. به این ترتیب انجام کار در روز جمعه منوط به تعطیل یک روز معین دیگر در هفته می‌باشد. به‌علاوه همچنین کارگرانی که به جای روز جمعه از روز معین و مستمر دیگری در هفته به عنوان تعطیل هفتگی استفاده می‌نمایند، مزد روز جمعهٔ آنان همچنان ۴۰٪ اضافه بر مزد روزهای دیگر هفته خواهد بود.